# Svjetski kup u hokeju na travi za žene 1978.
3. svjetski kup u športu hokeju na travi za žene se održao 1978. u Španjolskoj, u Madridu.
Krovna organizacija za ovo natjecanje je bila Međunarodna federacija za hokej na travi.

## Sudionice
Sudjelovalo je deset djevojčadi, pored domaćina Španjolske, i izabrane djevojčadi iz SR Njemačke, Indije, Nizozemske, Japana, Argentine, Nigerije, Čehoslovačke, Belgije, i Kanade.

## Konačna ljestvica
| Mj. | Djevojčad    |
| --- | ------------ |
| 1.  | Nizozemska   |
| 2.  | SR Njemačka  |
| 3.  | Belgija      |
| 4.  | Argentina    |
| 5.  | Kanada       |
| 6.  | Japan        |
| 7.  | Indija       |
| 8.  | Španjolska   |
| 9.  | Čehoslovačka |
| 10. | Nigerija     |

| Svjetske prvakinje 1978. |
| ------------------------ |
| Nizozemska Drugi naslov  |